# Жельмирез, Диего
Диего Жельмирес (лат. Didacus Gelmirici, 1069—1140) — второй епископ (с 1100 года) и первый архиепископ (с 1120 года) Римско-католической архиепархии Сантьяго-де-Компостела. Является заметной фигурой в истории Галисии и автором записок по истории Иберии своего времени. Принимал участие во многих конфликтах, как церковных так и светских, описанных в анонимном манускрипте
Historia Compostelana.